# Stichting Output
Stichting Output is in 2004 opgezet met als doel de positie van de elektrische gitaar in hedendaags gecomponeerde muziek te versterken. Een van de middelen die hiervoor ingezet wordt, is het 3 jaarlijks terugkerende Output Festival. Naast het festival, werkt de stichting nauw samen met onder andere Princeton University. Samen met deze universiteit heeft de stichting de Output-Princeton Award in het leven geroepen.
De stichting heeft twee directeuren, Wiek Hijmans en Athony Fiumara. Zij zijn de initiatoren van de stichting en het Output Festival. Het stichtingbestuur bestaat uit Bèr Deuss, Jan Bus, Sven Smit, Piet Hein van de Poel en Rick Spaan.